# Зъбати миноги
Зъбатите миноги (Eudontomyzon) са род ранни безчелюстни риби от семейство Миногови (Petromyzontidae).
Таксонът е описан за пръв път от Чарлз Тейт Риган през 1911 година.

## Видове
- Eudontomyzon danfordi – Дунавска минога
- Eudontomyzon graecus
- Eudontomyzon hellenicus
- Eudontomyzon mariae – Украинска минога
- Eudontomyzon morii
- Eudontomyzon stankokaramani
- Eudontomyzon vladykovi